# Loznica (miasto Valjevo)
Loznica (cyr. Лозница) – wieś w Serbii, w okręgu kolubarskim, w mieście Valjevo. W 2011 roku liczyła 516 mieszkańców.